# Lista de municípios da Região Sudeste do Brasil por PIB
Esse anexo lista os municípios da Região Sudeste do Brasil de forma decrescente de acordo com o Produto Interno Bruto (PIB) nominal acumulado durante o ano de 2010, segundo dados do IBGE.

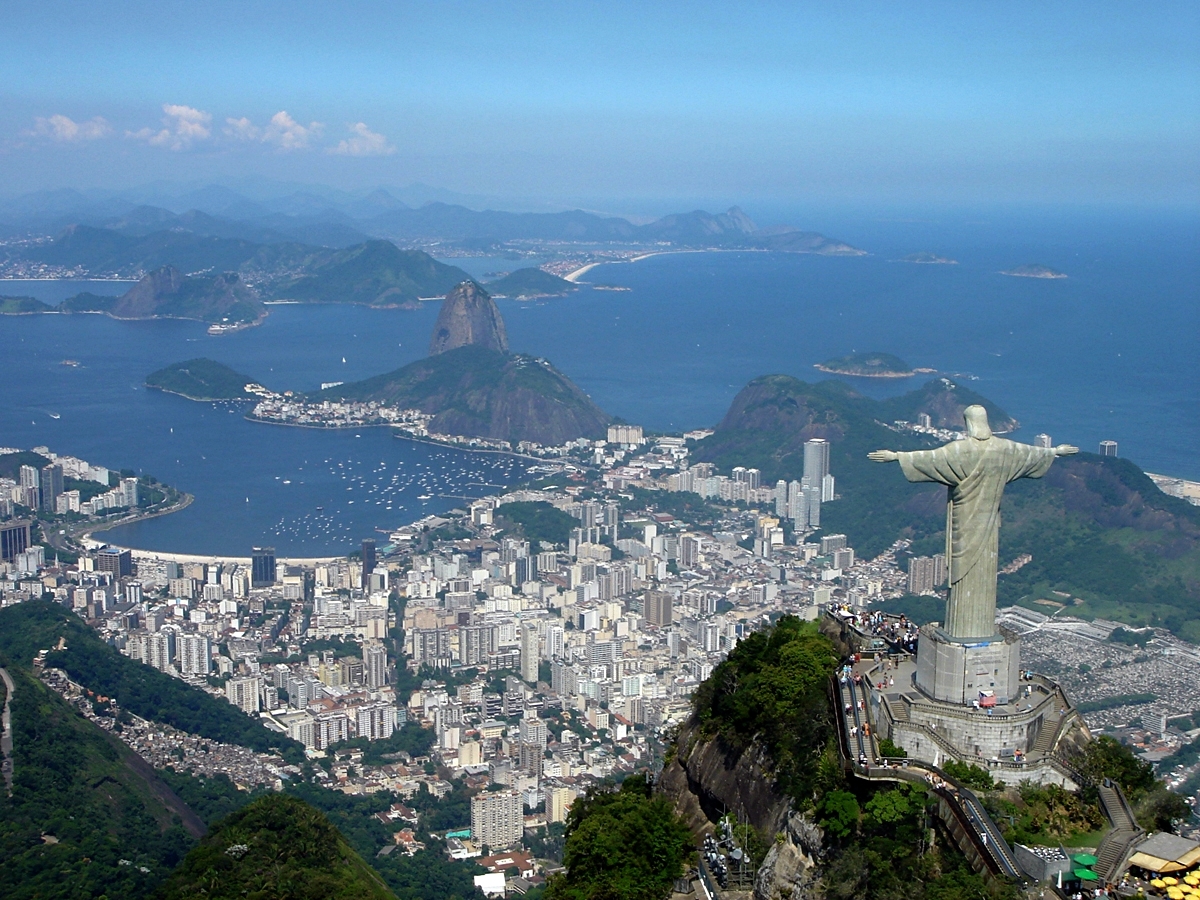
Rio de Janeiro, capital do estado homônimo, é o segundo município mais rico da Região Sudeste e do Brasil

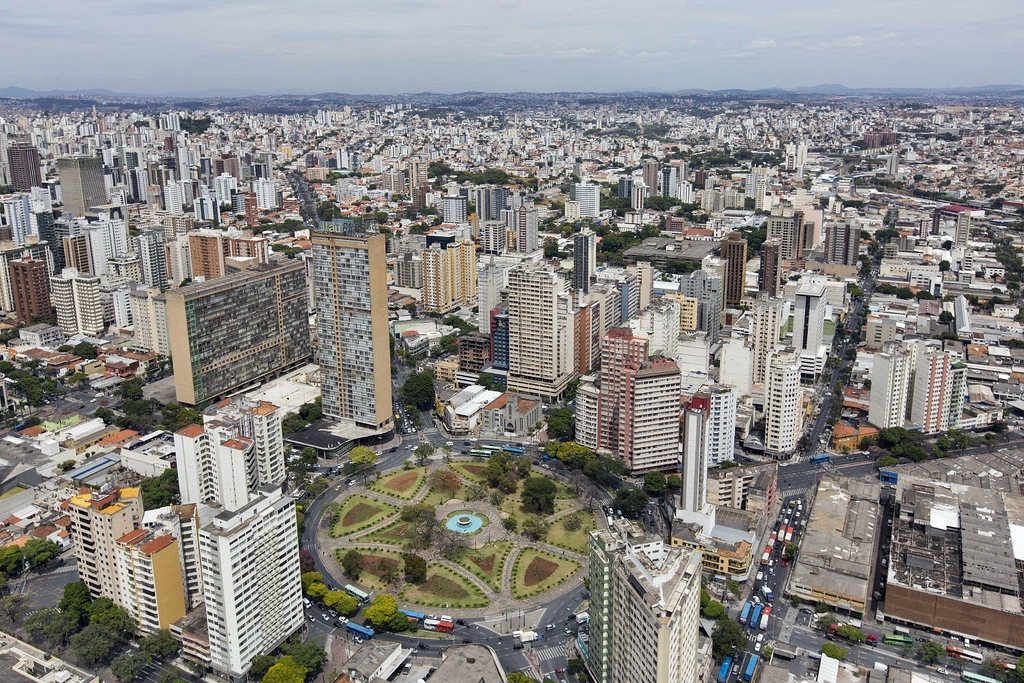
Belo Horizonte, capital do estado de Minas Gerais, é o terceiro município com maior PIB da Região Sudeste e o quinto do Brasil

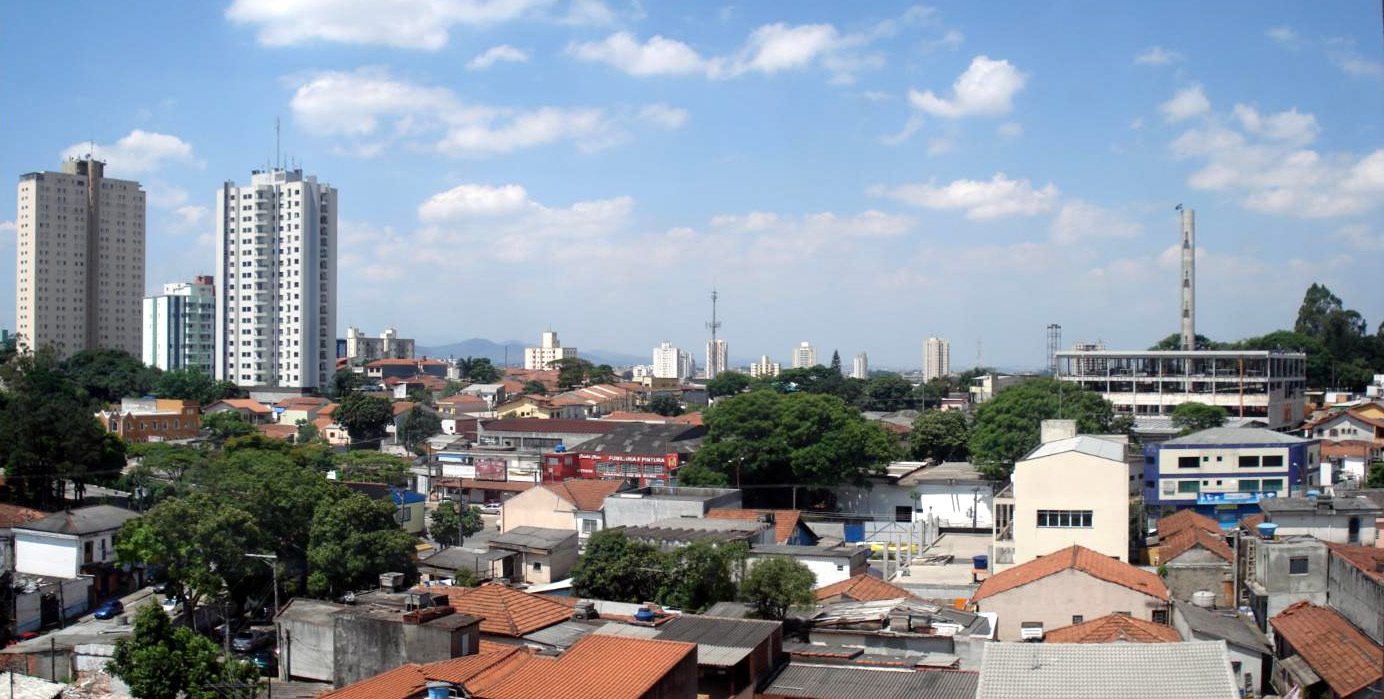
Guarulhos, localizado na Região Metropolitana de São Paulo, também em São Paulo, é o quarto município com maior PIB da Região Sudeste, e o oitavo do Brasil

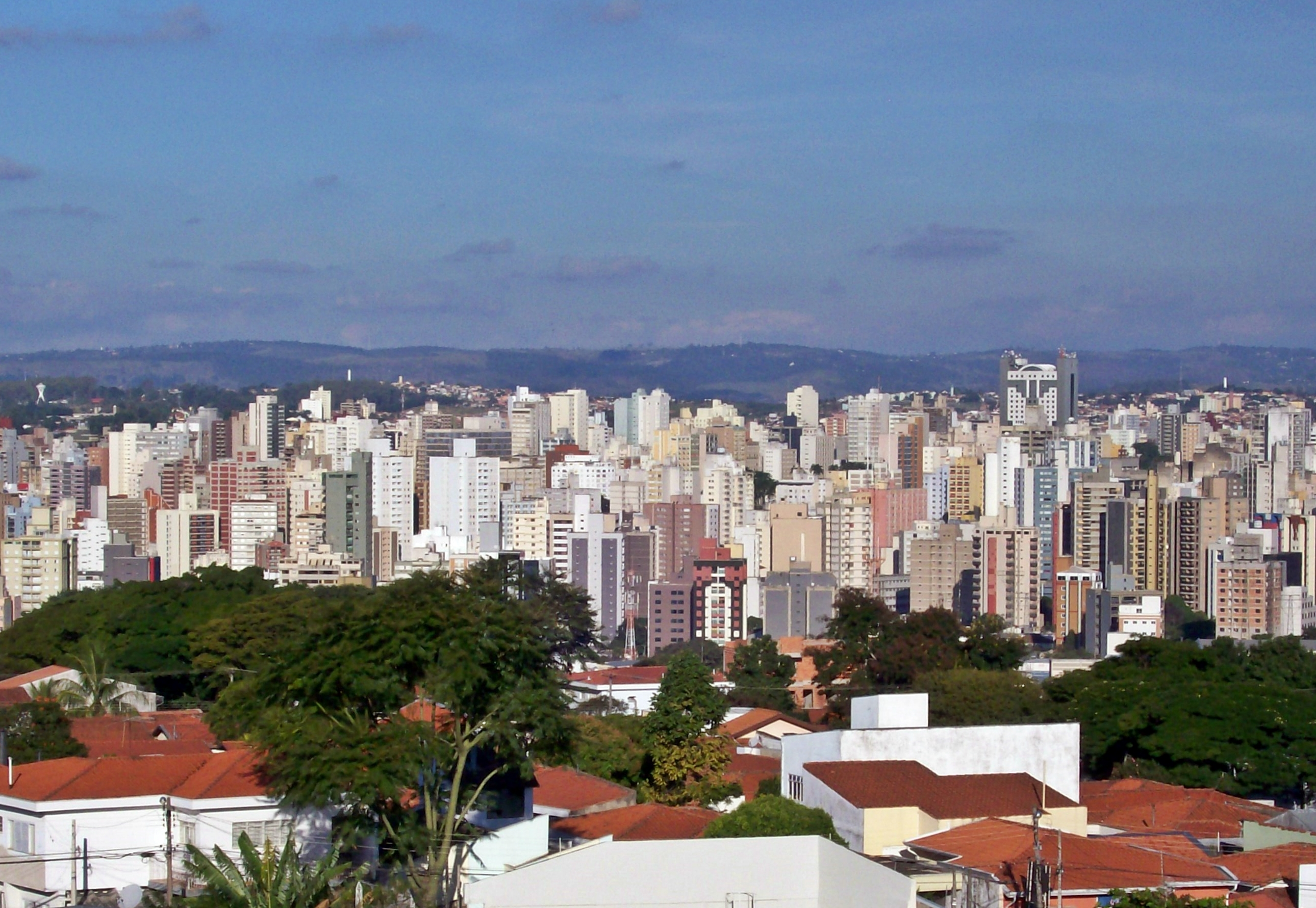
Campinas, no estado de São Paulo, é o quinto município com maior PIB da Região Sudeste e o décimo primeiro do país

## Lista
| # Sudeste | # Brasil | Município                 | Estado         | PIB            |
| --------- | -------- | ------------------------- | -------------- | -------------- |
| 1         | 1        | São Paulo                 | São Paulo      | 443.600.102    |
| 2         | 2        | Rio de Janeiro            | Rio de Janeiro | 190.249.043    |
| 3         | 5        | Belo Horizonte            | Minas Gerais   | 51.661.760.    |
| 4         | 8        | Guarulhos                 | São Paulo      | 37.139.404.    |
| 5         | 11       | Campinas                  | São Paulo      | 36.688.629.    |
| 6         | 12       | Osasco                    | São Paulo      | 36.389.080.    |
| 7         | 13       | São Bernardo do Campo.000 |                |                |
| 9         | 16       | Barueri                   | São Paulo      | 27.752.428.000 |
| 10        | 17       | Santos                    | São Paulo      | 27.616.035.000 |
| 11        | 18       | Duque de Caxias           | Rio de Janeiro | 26.496.845.000 |
| 12        | 19       | Campos dos Goytacazes     | Rio de Janeiro | 25.313.179.000 |
| 13        | 20       | Vitória                   | Espírito Santo | 24.969.295.000 |
| 14        | 22       | São José dos Campos       | São Paulo      | 24.117.145.000 |
| 15        | 23       | Jundiaí                   | São Paulo      | 20.124.600.000 |
| 16        | 24       | Contagem                  | Minas Gerais   | 18.539.693.000 |
| 17        | 26       | Uberlândia                | Minas Gerais   | 18.286.904.000 |
| 18        | 29       | Santo André               | São Paulo      | 17.258.468.000 |
| 19        | 30       | Ribeirão Preto            | São Paulo      | 17.004.019.000 |
| 20        | 32       | Sorocaba                  | São Paulo      | 16.127.236.000 |
| 21        | 39       | Serra                     | Espírito Santo | 12.703.017.000 |
| 22        | 43       | Macaé                     | Rio de Janeiro | 11.267.976.000 |
| 23        | 44       | Diadema                   | São Paulo      | 11.254.523.000 |
| 24        | 45       | Niterói                   | Rio de Janeiro | 11.214.103.000 |
| 25        | 47       | São Caetano do Sul        | São Paulo      | 11.009.306.000 |
| 26        | 48       | Piracicaba                | São Paulo      | 10.931.268.000 |
| 27        | 50       | São Gonçalo               | Rio de Janeiro | 10.340.756.000 |
| 28        | 51       | Angra dos Reis            | Rio de Janeiro | 10.176.448.000 |
| 29        | 57       | Taubaté                   | São Paulo      | 9.778.529.000  |
| 30        | 58       | Nova Iguaçu               | Rio de Janeiro | 9.496.660.000  |
| 31        | 59       | Volta Redonda             | Rio de Janeiro | 9.170.922.000  |
| 32        | 61       | São José do Rio Preto     | São Paulo      | 8.981.900.000  |
| 33        | 67       | Juiz de Fora              | Minas Gerais   | 8.314.431.000  |
| 34        | 69       | Paulínia                  | São Paulo      | 8.114.778.000  |
| 35        | 70       | Sumaré                    | São Paulo      | 7.848.044.000  |
| 36        | 74       | Bauru                     | São Paulo      | 7.423.744.000  |
| 37        | 75       | Ipatinga                  | Minas Gerais   | 7.391.669.000  |
| 38        | 76       | Mauá                      | São Paulo      | 7.352.093.000  |
| 39        | 78       | Uberaba                   | Minas Gerais   | 7.155.214.000  |
| 40        | 80       | Petrópolis                | Rio de Janeiro | 7.063.116.000  |